# Дрюковщина
Дрюковщина (укр. Дрюківщина) — село,
Исковецкий сельский совет,
Лохвицкий район,
Полтавская область,
Украина.
Код КОАТУУ — 5322682802. Население по переписи 2001 года составляло 54 человека.

## Географическое положение
Село Дрюковщина находится в 2-х км от села Овдиевка и в 5-и км — село Исковцы.
По селу протекает пересыхающий ручей с запрудой.

## История
20 сентября 1941 года под хутором Дрюковщина сводная колонна штабов Юго-Западного фронта и 5й армии была атакована главными силами немецкой 3-й танковой дивизии. В бою погибли командующий Юго-Западным фронтом Кирпонос, начальник штаба Тупиков, Бурмистенко и другие военачальники. В бессознательном состоянии попал в плен командующий 5й армии Потапов.